# Christian Wilhelm Franz Walch

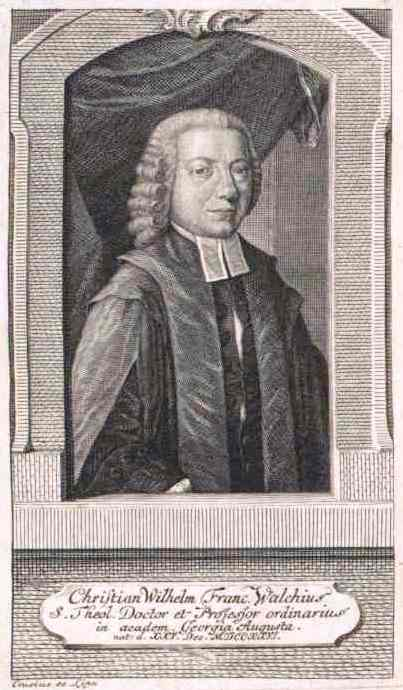
Christian Wilhelm Franz Walch

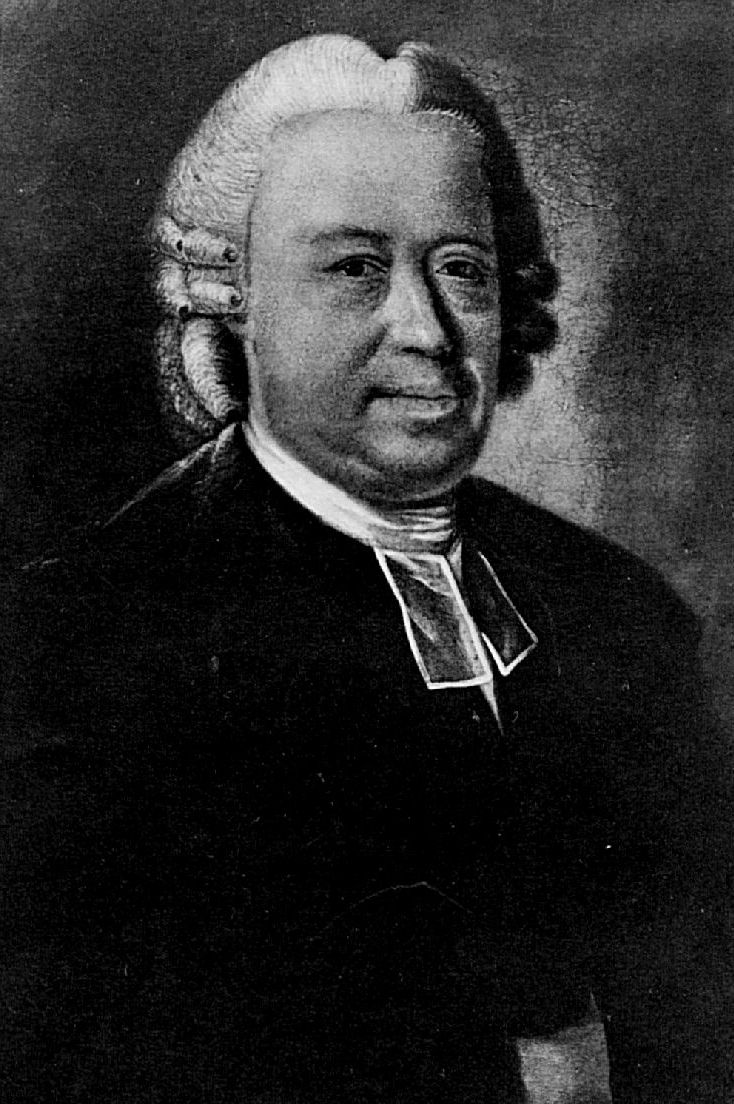
Christian Wilhelm Franz Walch

Christian Wilhelm Franz Walch (* 25. Dezember 1726 in Jena; † 10. März 1784 in Göttingen) war ein protestantischer Kirchenhistoriker und Professor der Theologie in Göttingen während der Zeit der Aufklärung.

## Leben
Seine Eltern waren der Theologe Johann Georg Walch (1693–1775) und Charlotte Katharina, geb. Budde. Sein älterer Bruder war Johann Ernst Immanuel Walch.
An der Universität Jena studierte er Theologie, Philosophie und Orientalische Sprachen, erwarb 1745 seinen Magister der Philosophie und wurde im Dezember des gleichen Jahres promoviert. Anschließend las er zwei Jahre Exegese, Philosophie und Geschichte und unternahm sodann mit seinem Bruder eine Bildungsreise durch Deutschland, die Niederlande, Frankreich, die Schweiz und Italien.
Am 17. Juni 1750 wurde er an der Universität Jena ao. Professor für Philosophie. Im April 1754 wurde er an der Universität Göttingen o. Prof. für Philosophie (Geschichte) und im Juli zusätzlich ao. Prof. für Theologie. Hier erwarb der Aufklärungstheologe im selben Jahr seinen Doktor der Theologie und wurde drei Jahre später o. Professor für Theologie. Er las Dogmatik, Moral, Polemik, Exegese, Kirchengeschichte mit christlicher Literaturgeschichte und das Kirchenrecht. 1760 stieg er in der Universitätsverwaltung zum Curator Aerariorum piorum auf und war 1765–1784 Direktor des Repetentenkollegs.
1763 heiratete er Eleonore Friderike Crome, Tochter von Friedrich Andreas Crome. Im selben Jahr wurde Walch in die Societät der Wissenschaften zu Göttingen als ordentliches Mitglied der historischen Klasse aufgenommen. Ende 1766 wurde er erster Professor der Theologischen Fakultät. 1772 wurde er zum großbritannischen Konsistorialrat ernannt. 1779–1780 war er Direktor der besagten Gesellschaft der Wissenschaften zu Göttingen.

## Werke (Auswahl)

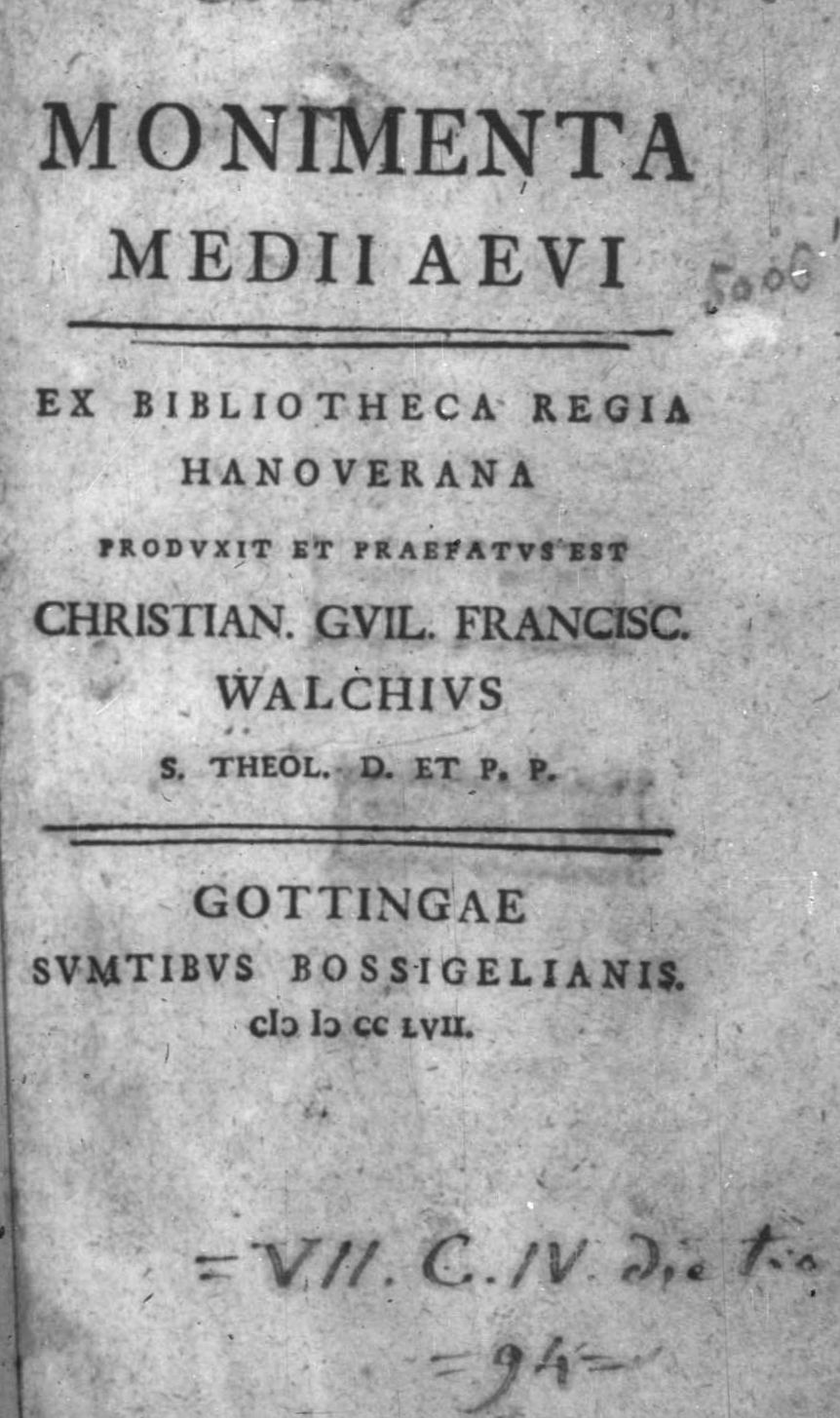
Monimenta Medii Aevi ex Bibliotheca regia Hanoverana, 1757

- Historia Adoptianorum Leipzig 1755. Göttingen 1755, archive.org.
- Historia Patropaschitarum Leipzig 1760
- Sein Hauptwerk war der Entwurf einer vollständigen Historie der Ketzereien (11 Bände, 1762–85).[4]
- Monumenta medii aevi, ex Bibliotheca regia Hanoverana, Vol. I-II, 1757–1764;
  - Monimenta Medii Aevi ex Bibliotheca regia Hanoverana. Band 1. Victor Bossigel, Göttingen 1757 (Latein, beic.it).
  - Monimenta Medii Aevi ex Bibliotheca regia Hanoverana. Band 2. Victor Bossigel, Göttingen 1758 (Latein, beic.it).
  - Monimenta Medii Aevi ex Bibliotheca regia Hanoverana. Band 3. Victor Bossigel, Göttingen 1759 (Latein, beic.it).
  - Monimenta Medii Aevi ex Bibliotheca regia Hanoverana. Band 4. Victor Bossigel, Göttingen 1760 (Latein, beic.it).

## Bekannte Schüler
- Arnold Schuback (1762–1826), Privatgelehrter und Mäzen
- Friedrich Münter (1761–1830),  Bischof des Stifts Seeland